# Calao de Gingi
Ocyceros birostris
Espèce
Statut de conservation UICN

 LC  : Préoccupation mineure
Le Calao de Gingi (Ocyceros birostris) ou calao indien, est une espèce d'oiseaux de la famille des Bucerotidae.

## Habitat et répartition

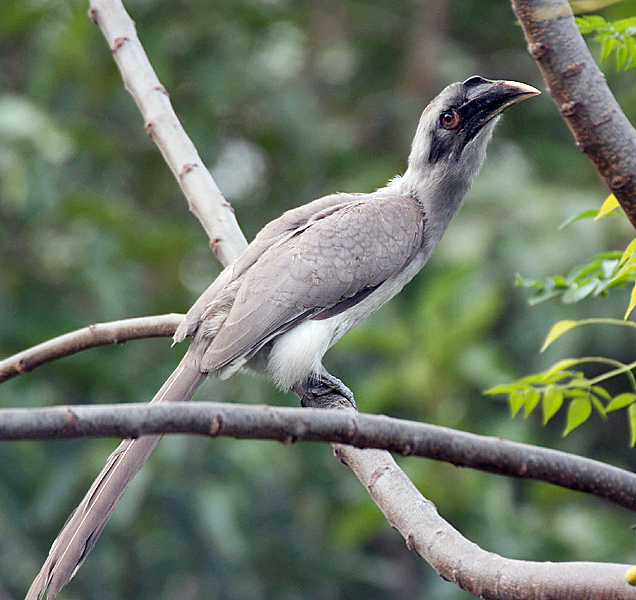
un calao en (Uttarakhand)

Son aire s'étend à travers l'Inde.

## Mensurations
Il mesure environ 50 cm.

## Alimentation
Il se nourrit surtout de figues et d'insectes.

## Galerie d'images

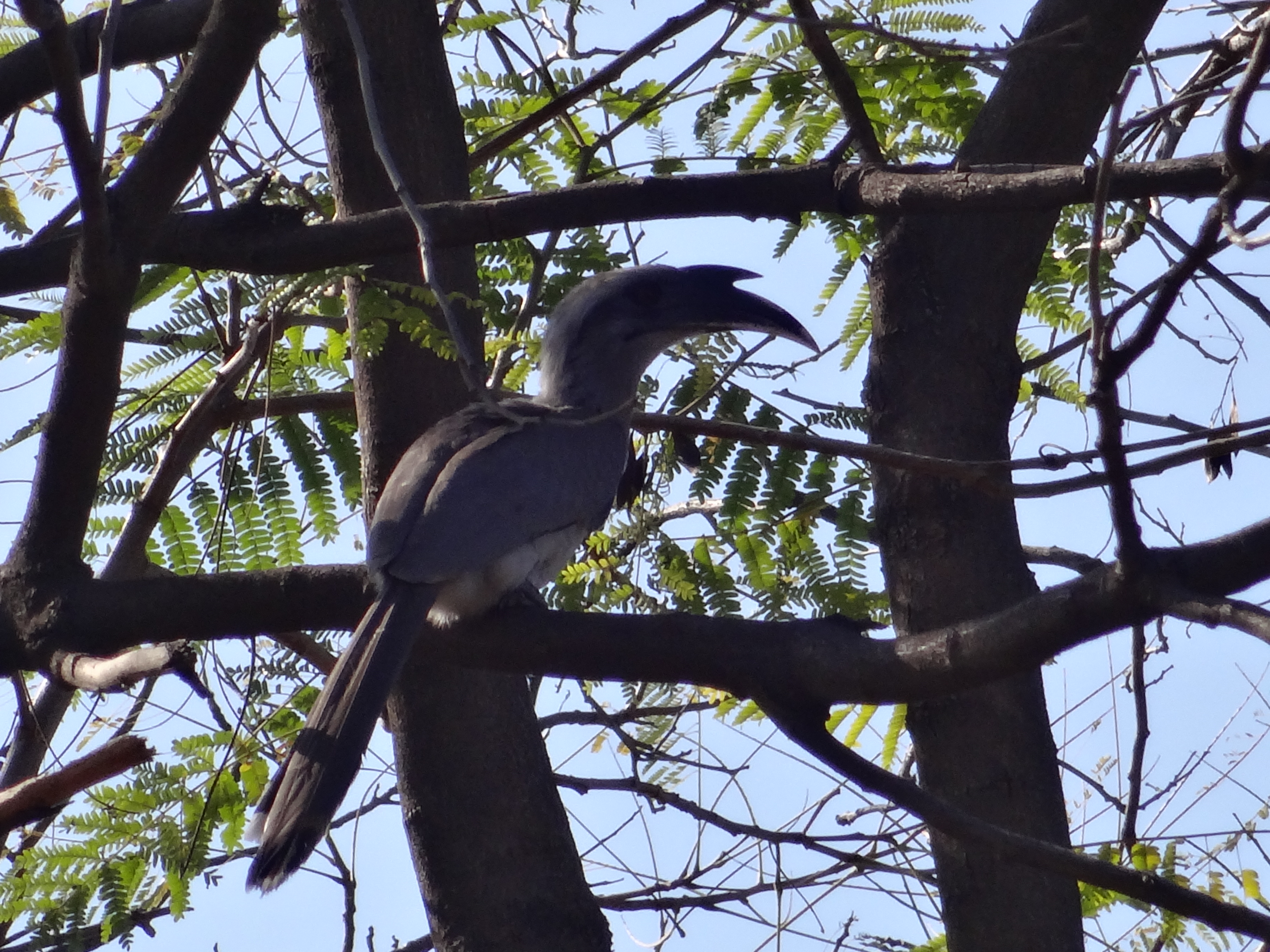
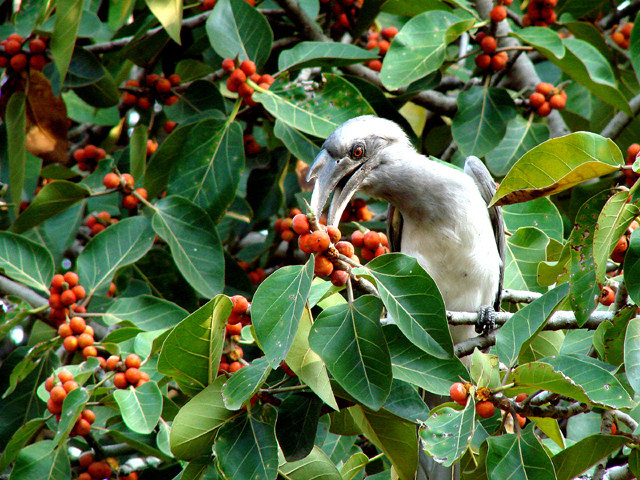
un calao mangeant les fruits du banian
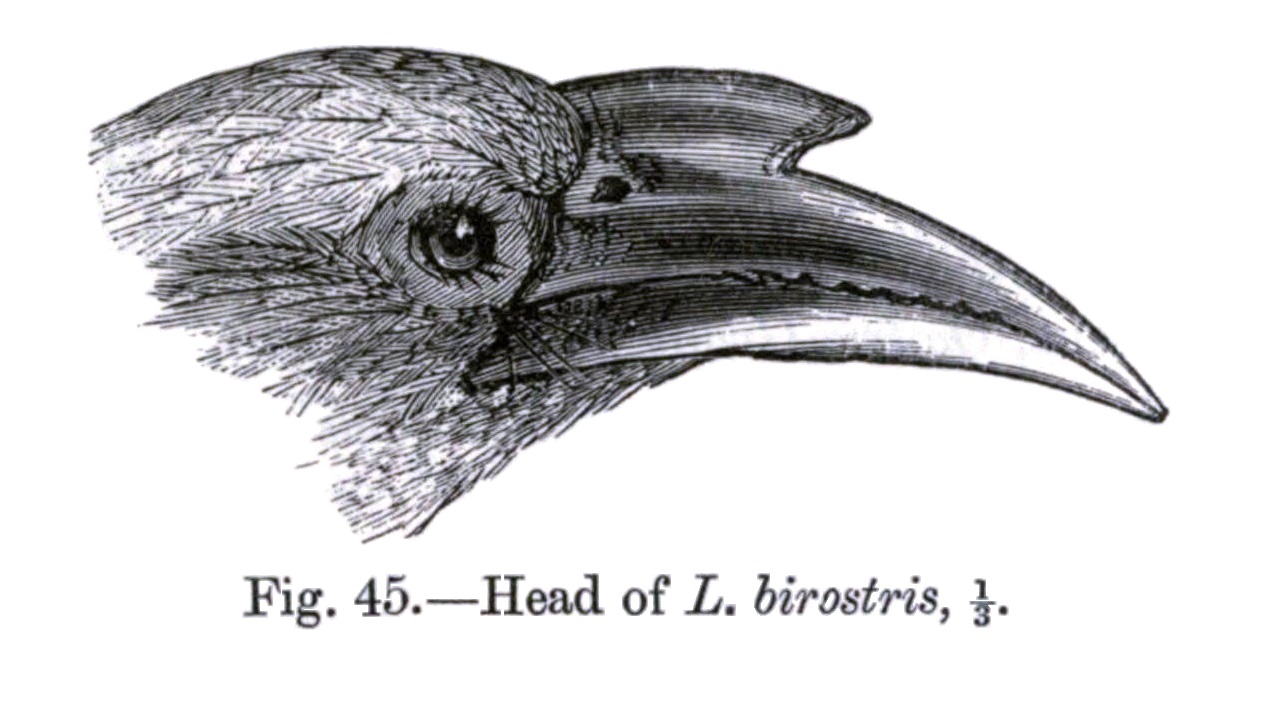